# Cocos Island
Cocos Island – wyspa na Oceanie Spokojnym, należąca do terytorium Guamu, oddalona o 1,6 km od brzegów wyspy Guam. Powierzchnia wyspy wynosi ok. 38,6 hektara. Na zachodnim wybrzeżu znajduje się kompleks hotelowy. Wyspa ma połączenie promowe z miejscowością Merizo.